# Пам'ятки монументального мистецтва Кременчуцького району
У Кременчуцькому районі Полтавської області нараховується 1 пам'ятка монументального мистецтва. Інші були демонтовані в рамках декомунізації.
| # | назва                    | адреса       |
| - | ------------------------ | ------------ |
| 1 | Пам'ятник Т. Г. Шевченку | с. Демидівка |